# 航空电子全双工交换式以太网
航空电子全双工交换式以太网（英语：Avionics Full-Duplex Switched Ethernet，缩写：AFDX）是一种用于航空电子领域的数据网络协议，基于安全、可靠性、兼容性出发的数据网络，由空中巴士持有相关专利。并广泛应用于空客制造的航空器中。

## 历史
1940年代，由于模擬電腦和航电系统的提升，飞机性能取得了很大改善。此时一般采用模拟通信技术，在各子系统与位于系统中心的计算机之间建立点对点的模拟通信链路。但随着子系统的增加，通信链路急剧增长，而点对点的模拟通信链路数量和系统的复杂度迅速增加，影响了飞行器上通信网络的可靠性。
随着數碼電腦以及相伴而生的數碼通信方式出现，这种模拟设备被基于數碼電腦的航空电子子系统所代替，旧时点对点的模拟通信方式也逐渐被淘汰，出现了航空电子数据总线这一新型通信链路。
AFDX技术由空中巴士公司提出，并首先应用于大型客机A380上。AFDX以成熟的以太网技术和TCP/IP协议为基础，因此其研发、部署与实施相较于传统专用航电总线更加容易，成本更低。而且，由于近年来以太网技术的飞速发展，AFDX将航电数据传输速率提高数十倍，甚至上百倍。

## 应用机型
A380、波音787、空客A400M、空客A350、苏霍伊超级喷气机100, ATR 42, ATR 72 (-600), 灰背隼直升機 AW101, 奧古斯塔偉士蘭AW189直升機, 奧古斯塔偉士蘭AW169直升机, 伊爾庫特MC-21, 庞巴迪环球快车, 龐巴迪C系列, 里尔85, 中国商飞ARJ21, 以及 奧古斯塔偉士蘭AW149直升機。